# Veprecula
Veprecula là một chi ốc biển, là động vật thân mềm chân bụng sống ở biển trong họ Conidae.

## Các loài
Các loài thuộc chi Veprecula bao gồm:
- Veprecula arethusa (Dall, 1918)[2]
- Veprecula bandensis Sysoev, 1997[3]
- Veprecula brunonia (Dall, 1924)[4]
- Veprecula cooperi Mestayer, 1919[5]
- Veprecula echinulata (Thiele, 1925)[6]
- Veprecula gracilispira (Smith E. A., 1879)[7]
- Veprecula hedleyi (Melvill, 1904)[8]
- Veprecula morra (Dall, 1881)[9]
- Veprecula pungens (Gould, 1860)[10]
- Veprecula scala Hedley, 1922[11]
- Veprecula sykesii (Melvill & Standen, 1903)[12]
- Veprecula tornipila McLean & Poorman, 1971[13]
- Veprecula vacillata Hedley, 1922[14]
- Veprecula vepratica (Hedley, 1903)[15]